# Stenoterommata palmar
Espèce
Stenoterommata palmar est une espèce d'araignées mygalomorphes de la famille des Pycnothelidae.

## Distribution
Cette espèce se rencontre en Argentine dans les provinces d'Entre Ríos et de Corrientes et au Brésil dans les États du Rio Grande do Sul, de Santa Catarina et du Paraná,.

## Description
Le mâle holotype mesure 8,75 mm et la femelle paratype 15,05 mm.

## Étymologie
Son nom d'espèce lui a été donné en référence au lieu de sa découverte, le parc national El Palmar.

## Publication originale
- Goloboff, 1995 : A revision of the South American spiders of the family Nemesiidae (Araneae, Mygalomorphae). Part 1: species from Peru, Chile, Argentina, and Uruguay. Bulletin of the American Museum of Natural History, no 224, p. 1-189 (texte intégral).